# Eutrichota humeralis
Eutrichota humeralis är en tvåvingeart som först beskrevs av Stein 1898.  Eutrichota humeralis ingår i släktet Eutrichota och familjen blomsterflugor. Inga underarter finns listade i Catalogue of Life.